# Komuna e Suçit
Komuna e Suçit är en kommundel och tidigare kommun i Albanien.   Den ligger i prefekturen Qarku i Dibrës, i den norra delen av landet, 30 km nordost om huvudstaden Tirana.
Trakten runt Komuna e Suçit består till största delen av jordbruksmark.  Runt Komuna e Suçit är det ganska tätbefolkat, med 54 invånare per kvadratkilometer.